# Musée polonais de Rapperswil
Le musée polonais de Rapperswil, appelé en allemand Polenmuseum Rapperswil et en polonais Muzeum Polskie w Rapperswilu, est un musée situé dans la ville de Rapperswil, dans le canton de Saint-Gall, en Suisse.

## Histoire
Après les insurrections de 1830 et de janvier 1861 contre la domination russe dans le Royaume du Congrès, l'écrivain et poète Gottfried Keller fonde le Comité central suisse pour la Pologne en 1863 en collaboration avec le comte Władysław Plater, réfugié politique à Rapperswil. Ce dernier créé, en octobre 1870 avec l'aide d'Agaton Giller, un « mémorial pour l'histoire polonaise dont la patrie est aujourd'hui déshonorée et pillée par les occupants » sous la forme d'un musée situé dans le château de Rapperswil. Les salles du château sont alors rapidement remplies de dons (œuvres d'art, documents, collections de livres) offerts par des Polonais ou des amis de la Pologne partout dans le monde, faisant de la ville de Rapperswil le cœur de la résistance polonaise jusqu'à l'établissement de la Deuxième République de Pologne en 1918. Le comte Plater décida alors de rapatrier les collections en Pologne : 20 000 estampes, 9 000 pièces de monnaie, 92 000 livres et des centaines de boîtes d'archives remplirent près de 13 wagons et furent transférés à Varsovie. La plupart de ces documents seront détruits lors de la destruction de la ville pendant la Seconde Guerre mondiale.
En 1936, une exposition d'art contemporain polonais est organisée, à l'initiative du groupe d'artistes « Blok », dans les salles vides du château de Rapperswil. Dans les années suivantes, une exposition permanente y est mise en place sous le patronage du ministère polonais des Affaires étrangères sous le nom de « Musée de la Pologne contemporaine ». En juin 1940, 13 000 soldats polonais de la 2e division d'infanterie sont internés en Suisse à la suite de la bataille de France. Le musée polonais a alors pris soin des internés.
Bien que la Suisse ait reconnu dès 1945 le gouvernement communiste à Varsovie, le gouvernement de la ville craint que le musée ne devienne un centre pour la propagande communiste et résilie le bail. Les collections sont rapatriées en Pologne en 1952 et le château devient alors le siège de l'association suisse des châteaux-forts. Cependant, un groupe de suisses et d'émigrés polonais créé, à la suite de la fermeture du musée, une association des « Amis du musée polonais de Rapperswil ». À l'initiative de cette association, le musée est ouvert une troisième fois, à nouveau dans le château de Rapperswil en 1975. Quelque temps après, le musée, de même que le château qui l'accueille, est inscrit comme bien culturel suisse d'importance nationale.
En 2008, une pétition est lancée par des habitants de Rapperswil pour que le musée quitte le château ; en réponse, les responsables du musée vont mener une campagne en faveur de leur maintien. Cependant, en 2014, les autorités locales annoncent que le musée devrait quitter les lieux dans les deux prochaines années : le château doit en effet être totalement rénové et l'étage actuellement occupé par le musée polonais transformé en restaurant. La directrice du musée, Anna Buchmann, accuse alors les autorités locales d'anti-polonisme.
Jusqu'en juin 2022, on ignorait où les collections du musée polonais seraient transférées. Il a ensuite été convenu, après une intervention tardive du gouvernement polonais qui a acheté le nouveau site au bord du lac, que les collections seraient transférées dans les deux prochaines années dans l'ancien hôtel Schwanen,.

## Expositions
Depuis sa réouverture en 1975, le musée présente différentes expositions sur :
- les Suisses en Pologne et les Polonais en Suisse
- l'histoire des émigrations polonaises du XIXe siècle et du XXe siècle vers l'Ouest
- l'histoire des batailles polonaises pour l'indépendance nationale
- des personnalités scientifiques et artistiques polonaises
- des peintures réalisées par des artistes polonais
- la culture juive en Pologne

Le musée organise également différentes expositions temporaires sur l'histoire ou l'art polonais. Enfin, le musée polonais possède également une bibliothèque conservée dans une maison située en bas de la colline qui sert de centre à la fondation culturelle polonaise « Libertas » ; cette librairie contient environ 20 000 volumes sur l'histoire et la culture polonaise, son inventaire peut être consulté sur Internet.

## Sources
- (de) Cet article est partiellement ou en totalité issu de l’article de Wikipédia en allemand intitulé « Polenmuseum Rapperswil » (voir la liste des auteurs).

- (en) Cet article est partiellement ou en totalité issu de l’article de Wikipédia en anglais intitulé « Polish_Museum, Rapperswil » (voir la liste des auteurs).